# Boissy-la-Rivière
Boissy-la-Rivière és un municipi francès, situat al departament de l'Essonne i a la regió de Illa de França. L'any 2007 tenia 507 habitants.
Forma part del cantó d'Étampes, del districte d'Étampes i de la Comunitat d'aglomeració de l'Étampois Sud-Essonne.

## Demografia

### Població
El 2007 la població de fet de Boissy-la-Rivière era de 507 persones. Hi havia 196 famílies, de les quals 40 eren unipersonals (20 homes vivint sols i 20 dones vivint soles), 56 parelles sense fills, 76 parelles amb fills i 24 famílies monoparentals amb fills.
La població ha evolucionat segons el següent gràfic:
Habitants censats

### Habitatges
El 2007 hi havia 229 habitatges, 197 eren l'habitatge principal de la família, 30 eren segones residències i 2 estaven desocupats. 221 eren cases i 6 eren apartaments. Dels 197 habitatges principals, 177 estaven ocupats pels seus propietaris, 14 estaven llogats i ocupats pels llogaters i 6 estaven cedits a títol gratuït; 1 tenia una cambra, 4 en tenien dues, 22 en tenien tres, 38 en tenien quatre i 132 en tenien cinc o més. 159 habitatges disposaven pel capbaix d'una plaça de pàrquing. A 68 habitatges hi havia un automòbil i a 117 n'hi havia dos o més.

### Piràmide de població
La piràmide de població per edats i sexe el 2009 era:
| Homes | Edats   | Dones |
| ----- | ------- | ----- |
| 0     | 95 o +  | 0     |
| 4     | 90 a 94 | 0     |
| 0     | 85 a 89 | 0     |
| 8     | 80 a 84 | 0     |
| 4     | 75 a 79 | 12    |
| 12    | 70 a 74 | 8     |
| 4     | 65 a 69 | 12    |
| 20    | 60 a 64 | 8     |
| 12    | 55 a 59 | 4     |
| 20    | 50 a 54 | 44    |
| 28    | 45 a 49 | 28    |
| 16    | 40 a 44 | 20    |
| 16    | 35 a 39 | 4     |
| 4     | 30 a 34 | 16    |
| 8     | 25 a 29 | 4     |
| 8     | 20 a 24 | 12    |
| 8     | 15 a 19 | 16    |
| 20    | 10 a 14 | 8     |
| 28    | 5 a 9   | 12    |
| 16    | 0 a 4   | 4     |

## Economia
El 2007 la població en edat de treballar era de 332 persones, 257 eren actives i 75 eren inactives. De les 257 persones actives 242 estaven ocupades (133 homes i 109 dones) i 15 estaven aturades (5 homes i 10 dones). De les 75 persones inactives 30 estaven jubilades, 30 estaven estudiant i 15 estaven classificades com a «altres inactius».

### Ingressos
El 2009 a Boissy-la-Rivière hi havia 208 unitats fiscals que integraven 567 persones, la mediana anual d'ingressos fiscals per persona era de 25.925 €.

### Activitats econòmiques
Dels 33 establiments que hi havia el 2007, 2 eren d'empreses extractives, 7 d'empreses de construcció, 4 d'empreses de comerç i reparació d'automòbils, 1 d'una empresa de transport, 2 d'empreses d'hostatgeria i restauració, 2 d'empreses d'informació i comunicació, 1 d'una empresa financera, 1 d'una empresa immobiliària, 9 d'empreses de serveis, 2 d'entitats de l'administració pública i 2 d'empreses classificades com a «altres activitats de serveis».
Dels 7 establiments de servei als particulars que hi havia el 2009, 1 era un paleta, 2 guixaires pintors, 3 fusteries i 1 restaurant.
L'únic establiment comercial que hi havia el 2009 era una botiga d'electrodomèstics.
L'any 2000 a Boissy-la-Rivière hi havia 7 explotacions agrícoles que ocupaven un total de 860 hectàrees.

## Equipaments sanitaris i escolars
El 2009 hi havia 1 escola maternal i 1 escola elemental integrada dins d'un grup escolar amb les comunes properes formant una escola dispersa.

## Poblacions més properes
El següent diagrama mostra les poblacions més properes.